# Українські втрати у боях за Мар'їнку
У статті наведено список втрат українських сил у боях за Мар'їнку.

## Список загиблих

### 2014
4 серпня у боях за Мар'їнку загинув солдат батальйону «Азов» Сергій Грек «Балаган». 5 серпня повідомлялося про взяття міста.
21 серпня зазнав смертельних поранень на блокпосту під Мар'їнкою сержант 51-ї бригади Сергій Приймак, ще троє військовиків поранено.
5 вересня під час виконання розвідувальною групою бойового завдання в районі міста Мар'їнка солдат 74-го батальйону Денис Дробний зачепив розтяжку, спрацював вибуховий пристрій. Загинув, прикривши своїм тілом інших бійців.
6 жовтня 2014-го загинув перед опівніччю під час чергування на блокпосту біля Мар'їнки від кульового поранення солдат 28-ї бригади Віталій Ткач. 8 жовтня 2014-го вантажівка, якою керував співробітник прокуратури Анатолій Георгійович Третяков — виконував роботи зі спорудження об'єктів цивільного захисту на звільнених від терористів територіях, підірвалася на міні біля села Карлівка. 29 жовтня на блокпосту біля села Новомихайлівка (Мар'їнський район)російські збройні формування здійснили обстріл, міна влучила в дерево та розлетілася осколками, потрапила в окоп, солдат 28-ї бригади Костянтин Сергієнко зазнав смертельних поранень, при цьому врятував побратима, якого закрив від осколків.
8 листопада зазнав важкого поранення в голову у бою біля міста Красногорівка солдат 28-ї бригади Олександр Чеський; 10 листопада, перебуваючи в коматозному стані, помер у Дніпропетровській лікарні.
18 грудня 2014-го поблизу села Новомихайлівка Мар'їнського району вночі колона бійців 28-ї бригади потрапила у засідку та була обстріляна, загинув солдат Олександр Грузовенко.

### 2015
25 січня 2015-го загинули Бузейніков Сергій Миколайович — лейтенант 28-ї бригади та солдат Олександр Ливадар — на блокпосту в районі Мар'їнка — Курахове під час огляду автомобіля, який підірвав терорист — «смертник»; смертельного поранення завдав снайпер солдату 28-ї бригади Леоніду Криничку. 26 січня вранці під час обстрілу терористами з БМ-21 поблизу Мар'їнки зазнав важкого поранення солдат Олександр Таценко. Евакуйований до Селидівської ЦРЛ, де помер від поранень.
4 лютого важкопоранений осколками при обстрілі терористами поблизу Мар'їнки старшина 28-ї бригади Руслан Гранда; 11 лютого помер в госпіталі Дніпропетровська. 28 лютого 2015-го помер від серцевого нападу під час виконання бойового завдання біля Мар'їнки солдат 28-ї бригади Факас Микола Ілліч.
11 березня вояки з блокпосту в селі Славне Мар'їнського району БТРом та МТЛБ вирушили на допомогу своїм побратимам, котрі встановлювали мінні загородження для оборони блокпосту й натрапили на «Урал» з російськими терористами. Під час бойового виїзду МТЛБ наїхала на протитанкову міну, внаслідок вибуху старший солдат 28-ї бригади Іван Юсипів загинув, його брат Руслан зазнав осколкового поранення та перелому ноги. 5 квітня при виконанні військових обов'язків в Антонівці Мар'їнського району загинув прапорщик 28-ї бригади Сергій Мацепула. 8 квітня від кулі снайпера під Кураїовим загинув сержант 28-ї бригади Кравченко Юрій Вікторович. 12 квітня загинув під час виконання бойового завдання солдат 28-ї бригади Геннадій Лиховид — підірвався на «розтяжці» поблизу села Березове. 7 травня 2015-го загинув під час обстрілу БМП 28-ї бригади диверсійною терористичною групою загинув солдат Сергій Колотаєв. 31 травня 2015-го, під час нападу диверсійної групи ворога, на автомобіль «Урал» поблизу с. Славне (Мар'їнський район) Донецької області, загинули капітан Васильєв Дмитро та Віктор Волкодав, двоє були важкопоранені, інші двоє були захоплені в полон, серед них — Роман Капацій.

### 2016
6 січня 2016-го під час обстрілу терористами біля Мар'їнки один військовик ЗСУ зазнав поранення. В кінці січня 2016-го під час бою між російсько-терористичними військами та українськими силами поранений український військовий, позивний «Ведмідь». 20 лютого 2016 року ГРУ України оприлюднило дані, що за попередні 2 доби під Мар'їнкою загинуло дев'ять військовослужбовців ЗС РФ, восьмеро були поранені; загинув один український військовик.
Внаслідок обстрілів 7-8 лютого 2016-го поранення зазнав один військовий. 22 лютого 2016 року від зупинки серця помер старший сержант 14-ї бригади Олег Вишневський.
2 березня загинув у передмісті Красногорівки під час виконання бойового завдання сержант 14-ї бригади Ігор Грішечкін. 9 березня під час несення служби поблизу Красногорівки загинув старший лейтенант 58-ї бригади Орел Юрій Анатолійович. Від прямого потрапляння снаряда під Мар'їнкою 25 березня загинув Віктор Чопко. 9 квітня внаслідок артилерійських обстрілів терористами у Мар'їнці зазнала поранень мирна жителька. 11 квітня ворожий снайпер важко поранив цивільну особу, котра померла при транспортуванні до лікарні. Того ж дня після 9-годинного бою українські військові вогнем у відповідь ліквідували лінію оборони терористів. 18 квітня один український військовик зазнав поранень під час обстрілів терористів. 29 квітня загинув в часі мінометного обстрілу терористами опорного пункту ЗСУ біля Невельського солдат 128-ї бригади Сергій Завала. 9 травня помер від поранення, якого зазнав під Мар'їнкою, солдат 79-ї бригади Олександр Полуцький. 23 травня під час бою поблизу села Тарамчук (Мар'їнський район) бійці «Айдару» виїхали на місце падіння ворожого безпілотника, для цього пройшли на 3 км в бік окупованого Докучаєвська, та наїхали на протитанкову міну. Внаслідок підриву загинули молодший сержант Микола Куліба та сержант Сергій Баула. 11 червня уночі поблизу села Славне на протитанковій міні підірвався військовий вантажний автомобіль, загинули вояки батальйону «Айдар» Борис Макаревич та старший солдат Тихонов Євген Олександрович, ще четверо зазнали поранень. 5 липня пополуночі підрозділ 8-го батальйону прибув в район Мар‘їнки, щойно особовий склад пройшов інструктаж та отримав бойові завдання, як почався обстріл терористів із крупнокаліберної артилерії, котрий тривав 2 години. Солдат Валерій Ротар загинув близько 3-ї ранку. Вночі з 6 на 7 липня 32-річний солдат натрапив на міну, унаслідок вибуху втратив праву ногу і руку. Тієї ж ночі група терористів-розвідників з чотирьох осіб намагалася пройти в тил українських військових, їх помітили, двоє були знищені, двом вдалося втекти. 11 липня 2016-го вранці сапери батальйону «Айдар» разом з групою прикриття висунулися на передній край та натрапили на міну направленої дії із «розтяжкою», загинули старший солдат Ярослав Комаров й молодший лейтенант Юрій Гуртяк, ще один вояк зазнав поранень. 14 липня по полуночі солдат 46-го батальйону Сергій Дунєвський загинув внаслідок артилерійського обстрілу позицій ЗСУ терористами поблизу міста Мар'їнка — два проникаючі поранення у спину. Побратими під обстрілом витягли його до «швидкої», але він вже не був живий. 15 липня двоє військовиків зазнали контузії внаслідок обстрілу Мар'їнки терористами, загинув солдат 8-го батальйону Сергій Потарайко, Павло Васильович Юрбаш, намагаючись врятувати побратимів, потрапив у полон; звільнений 27 грудня 2017 року за обміном.
21 липня у боях під Мар'їнкою загинув військовий, двоє поранені — атакувала ДРГ чисельністю до 10 осіб. 22 липня під Мар'їнкою у боях поранено двоє вояків. 23 липня ДРГ терористів двічі намагалися захопити українські опорні пункти, вояки ЗСУ відбили атаки, загинув солдат 10-ї гірсько-штурмової бригади Анатолій Василик. 28 липня близько 21:00 години диверсанти у кількості до 30 осіб із гранатометами та стрілецькою зброєю намагалися захопити опорні пункти у Мар'їнці. Українські вояки відкрили вогонь у відповідь та змусили противника відступити, втрат серед сил ЗСУ не було. 30 липня під вечір терористи недалеко від Мар'їнки здійснили спробу прориву українських позицій двома ДРГ, в часі бою противник відступив на початкові рубежі, втративши 8 убитими, українські військові втрат не зазнали. Уночі з 6 на 7 серпня сталося бойове зіткнення, українські військовики відкинули ДРГ терористів. 6 серпня року під час обстрілів терористами поранено одного вояка. 9 серпня у Мар'їнці внаслідок прямого влучання снаряда у будинок осколкових поранень зазнали двоє дітей — восьми і тринадцяти років. 25 серпня загинув вранці поблизу міста Мар'їнка в часі обстрілу з СПГ терористами позицій підрозділу старший сержант 46-го батальйону Віталій Ключка. Коли розпочався обстріл, Віталій загнав усіх молодих вояків у бліндаж, сам залишився на позиції. Граната прилетіла саме туди, де він знаходився.
8 вересня у боях загинув вояк 46-го батальйону «Донбас» Вадим Матросов. 9 вересня під Мар'їнкою загинули четверо українських військовиків: на передових позиціях 47-го батальйону під час обладнання взводно-опорного пункту сталося спрацювання вибухового пристрою; загинули четверо військовослужбовців: двоє загинули на місці, двоє померли в лікарні від поранень — прапорщик Двигало Григорій Матвійович, солдати Євген Бурба, Веренич Олег Володимирович, Зуєв Андрій Олександрович..
5 жовтня загинув при виконанні бойового завдання від вибуху розтяжки лейтенант 130-го батальйону Яровець Максим Олександрович. 11 жовтня біля Мар'їнки військовики пострілом з гранатомета знищили бронемашину терористів, відкривши вогонь після обстрілу українських позицій. 16 жовтня під час мінометного обстрілу поранено двоє українських військових. 23 жовтня загинув увечері під час розмінування міни МОН-50 старший солдат батальйону «Азов» Нічега Микола Леонідович; того ж дня поліг молодший сержант Пустовий Сергій Олегович. 26 жовтня зазнав смертельних поранень під Мар'їнкою молодший сержант 92-ї бригади Алефіренко Сергій Олександрович.
12 листопада під час обстрілів окупаційними військами під Красногорівкою загинув вояк 92-ї ОМБр Шинковенко Артем Олександрович. У ніч з 14 на 15 листопада вояки 14-ї бригади відбивали ДРГ біля Мар'їнки — атакувала російська морська піхота. Під час бою кулеметник великокаліберного кулемету зазнав контузії, ворогу вдалося підійти до українських позицій на відстань менш як 100 метрів; Анатолій Лоцман під шквальним обстрілом зайняв місце кулеметника, вогнем з ДШК змусив терористів відступити. Зазнав важкого поранення — куля увійшла під каску та пробила голову навиліт. 23 листопада загинув від кулі снайпера старший солдат 92-ї бригади Носик Олексій Олександрович.
1 грудня загинув під час мінометного обстрілу Красногорівки сержант 92-ї бригади Лукаш Олександр Анатолійович. 10 грудня у бою під час мінометного обстрілу під Красногорівкою загинули вояки 92-ї бригади Віктор Клименко, Андрій Лелякін та Володимир Шоломинський. 14 грудня у Мар'їнці на центральній вулиці вибухнув одиночний снаряд, осколками поранено мирного жителя. 23 грудня 2015 року загинув під містом Мар'їнка від кульового поранення в голову старший лейтенант Ігор Скіра.

### 2017
12 березня внаслідок мінометного обстрілу поблизу Мар'їнки зазнав численних поранень, закривши собою двох побратимів, старший солдат 92-ї бригади Капралов Володимир Васильович. 17 березня загинув під час виконання бойового завдання поблизу міста Мар'їнка солдат 92-ї бригади Ілюшко Ігор Михайлович.
4 квітня терористи від Трудівського намагались наблизитися до українських, їх рух було виявлено. Вогнем у відповідь противника відкинуто, після дорозвідки ділянки бойового зіткнення виявлено тіло терориста зі зброєю та набоями. 24 квітня під час обстрілу терористами зазнав поранень волонтер. 27 квітня під час обстрілу терористами опорного пункту 92-ї механізованої бригади біля Красногорівки один вояк ЗСУ загинув — Шапошник Ігор Андрійович, четверо поранені — смертельного поранення зазнав молодший сержант Пудов Олексій Анатолійович. 1 травня терористи обстрілюють Мар'їнку з 82-міліметрових мінометів, двоє місцевих жителів зазнали поранень. 8 травня під час проведення дорозвідки поблизу села Славне Мар'їнського району, на території дачного масиву з боку окупованої Оленівки, ідучи попереду групи, підірвався на вибуховому пристрої з «розтяжкою» молодший сержант 90-го батальйону Чипенко Ростислав Анатолійович.
2 червня загинув від осколкових поранень внаслідок підриву на вибуховому пристрої поблизу села Новомихайлівка старший солдат 92-ї бригади Халазій Ігор Михайлович.
28 вересня увечері внаслідок вогневого протистояння (із застосуванням протитанкових гранатометів і великокаліберних кулеметів) поранень зазнали два українські вояки. 4 жовтня неподалік Красногорівки внаслідок вогневого протистояння український боєць зазнав осколкового поранення. 10 жовтня під час вогневого протистояння з терористами поранень зазнали 2 вояків ЗСУ 17 жовтня загинув в пообідню пору у часі вогневого протистояння внаслідок обстрілу укріплень українських сил сержант 92-ї бригади Луговий Михайло Володимирович. 23 жовтня під час обстрілу з автоматичної зброї терористами зазнав поранення 1 вояк ЗСУ. 24 жовтня загинув поблизу Мар'їнки старший солдат 92-ї бригади Самофал Валерій Павлович — куля снайпера влучила йому в шию. 28 жовтня увечері загинув від вогнепального поранення під час вогневого протистояння з противником, який почав обстріл опорного пункту у промзоні Авдіївки солдат 25-ї бригади Жуков Олександр Ігорович. 1 листопада розвідувальна група під керівництвом майора Сергія Сиротенка виконувала бойове завдання у районі міста Мар'їнки, оперуючи на окупованій території. В полуденну пору внаслідок підриву на міні зазнав ушкодження, не сумісні з життям, майор Сиротенко. Станіслав Курбатов зазнав важких осколкових поранень. 17 листопада 2017 один вояк зазнав поранення.
Загинув 10 грудня внаслідок підриву на протипіхотній міні з розтяжкою під час виконання бойового завдання поблизу м. Мар'їнка боєць окремої тактичної групи «Волинь» Української добровольчої армії Зубченко Олександр Миколайович.

### 2018
- Жуков Іван Всеволодович; доброволець УДА, 24 травня[42]
- Федосенко Артур Володимирович, 26 червня, 21-ша авіаційна комендатура.
- Кандалюк Віктор Вікторович, 8 серпня, 28-ма бригада
- Цепух Сергій Михайлович, старший сержант, 9 серпня, 28-ма бригада
- Яровий Михайло Михайлович, солдат, 13 серпня, 28-ма бригада
- Нечитайло Василь Володимирович, сержант, 23 серпня, 28-ма бригада
- Білік Павло Пентелейович, солдат, 16 жовтня, 28-ма бригада
- Гаркуша Сергій Вікторович, старший солдат, 24 листопада, 28-ма бригада

### 2019
- солдат Кондратюк Руслан Васильович, 15 лютого, 24-та бригада
- старший солдат Богоносюк Василь Богданович, 20 лютого, 24-та бригада
- 22 березня 2019, старший сержант Маркевич Володимир Михайлович, 22 березня, 24-та бригада
- солдат Куцик Володимир Анатолійович, 30 квітня, 24-та бригада
- старший солдат Лобода Едуард Віталійович, 4 липня, 24-та бригада[43]
- старший солдат Салітра Володимир Богданович, 11 липня, 24-та бригада[44]
- старшина Бардалим Олександр Володимирович, 19 липня 2019, 3-й батальйон «Воля»
- солдат Джерелейко Роман Васильович, 19 липня 2019, 3-й батальйон «Воля»[45]
- 1 вересня 2019, сержант 24-ї бригади Грицаюк Олександр Володимирович[46]
- 24 вересня 2019, старший солдат 28-ї бригади Сторожук Андрій Юрійович[47]
- 4 жовтня 2019, старший солдат 1-ї танкової бригади Ремінний Олег Володимирович[48]
- 6 жовтня 2019, старший солдат 28-ї бригади Дейкун Іван Вікторович[49]
- 15 жовтня 2019, солдат 101-ї бригади Никоненко Ярослава Сергіївна[50]
- 22 жовтня, сержант 28-ї бригади Носкевич Віталій Михайлович[51].
- 17 грудня, старший солдат Лісіцин Василь Анатолійович, 40-ва окрема артилерійська бригада

### 2020
- 13 липня; солдат 79-ї бригади Чумаченко Євген Олександрович

### 2021
- 11 лютого; солдат 28-ї бригади Лященко Владислав Павлович
- 16 серпня; старший солдат 28-ї бригади Мазур Артем Львович
- 23 серпня; молодший сержант 131-го батальйону Аксьонов Олександр Васильович